# Football Club Mtsapéré
Actualités
Le Football Club Mtsapéré, fondée en 1978,  est un club de football basé à Mtsapéré, quartier de Mamoudzou, à Mayotte. Le club évolue dans le plus haut niveau du Championnat de Mayotte.

## Histoire
Le 17 mars 2014, le FCM remporte la supercoupe de Mayotte 5 buts à 2 face aux Diables noirs. 
Le 20 décembre 2020, le club réussit l’exploit historique de s’imposer face à la JS Saint-Pierroise 5 buts à 4 en Coupe de France lors de la séance des tirs au but après un score de 1-1 à l’issue du temps réglementaire
C’est le premier club de Mayotte à jouer un 8e tour de Coupe de France, le FC M'Tsapéré sera aussi le premier de l'archipel à disputer les 32ème de finale de l'épreuve, où il affrontera l’équipe métropolitaine du SO Romorantin (N2)le 25 fevrier 2021, defaite 2-0.

## Palmarès
Championnat de Mayotte 11 
Coupe de la Mayotte 8